# Fivelandia 5
Fivelandia 5 è il quindicesimo album discografico di Cristina D'Avena, pubblicato da Five Record Srl e distribuito da C.G.D. Messaggerie Musicali SpA, nel 1987.

## Descrizione
L'album è il quinto capitolo della collana Fivelandia e contiene le sigle dei cartoni animati andati in onda sulle reti Mediaset nel periodo intorno alla pubblicazione e le sigle dell'edizione 1987/88 dei due programmi contenitori Bim Bum Bam e Ciao Ciao. Esso è stato originariamente pubblicato in musicassetta e vinile; nel 2006 è stato pubblicato per la prima volta in CD, prima in versione doppia e successivamente singola.
Tutti i brani presenti nell'album sono stati precedentemente pubblicati su 45 giri e sono per lo più inediti su 33 giri; fanno eccezione Vola mio mini pony e Sandy dai mille colori che erano già state pubblicate nell'album Cristina D'Avena con i tuoi amici in TV sempre nel 1987.
La copertina dell'album ospita Uan, Four e Five a bordo di una mongolfiera tappezzata con i cartoni animati delle relative sigle dell'album.

## Tracce
- LP: FM 13598

- MC: 50 FM 13598

Lato A
Testi di Alessandra Valeri Manera; edizioni musicali Canale 5 Music.
1. Teneramente Licia – 2:57 (musica: Carmelo Carucci)
2. Jem – 2:50 (musica: Carmelo Carucci)
3. Pollyanna – 2:40 (musica: Carmelo Carucci)
4. Alice nel Paese delle Meraviglie – 3:07 (musica: Giordano Bruno Martelli)
5. Gli amici Cercafamiglia – 3:23 (musica: Vincenzo Draghi)
6. Sandy dai mille colori – 3:08 (musica: Giordano Bruno Martelli)
7. Dai vieni a Bim Bum Bam – 3:52 (musica: Augusto Martelli)

Durata totale: 21:57
Lato B
Testi di Alessandra Valeri Manera; edizioni musicali Canale 5 Music.
1. Piccola bianca Sibert – 3:13 (musica: Carmelo Carucci; edizioni musicali S.E.P.P.)
2. Vola mio mini pony – 2:45 (musica: Carmelo Carucci)
3. Maple Town: un nido di simpatia – 3:06 (musica: Carmelo Carucci)
4. Licia dolce Licia – 3:10 (musica: Giordano Bruno Martelli)
5. Ogni Puffo pufferà – 3:00 (musica: Carmelo Carucci; edizioni musicali Sepp, Anihanbar Music Co.)
6. Juny peperina inventatutto – 3:10 (musica: Vincenzo Draghi)
7. Ciao Ciao gioca con noi – 3:35 (musica: Augusto Martelli)

Durata totale: 21:59

### Interpreti
- Cristina D'Avena – Lato A e B n. 1-2-3-4-5-6
- Paolo Bonolis – Lato A n. 7
- Manuela Blanchard – Lato A n. 7
- Uan (Giancarlo Muratori) – Lato A n. 7
- Giorgia Passeri – Lato B n. 7
- Four (Pietro Ubaldi) – Lato B n. 7

## Produzione
- Alessandra Valeri Manera – Produzione discografica e direzione discografica
- Direzione Creativa e Coordinamento Immagine Mediaset – Grafica
- Rete Italia S.p.A. – Concessione licenze di Teneramente Licia, Licia dolce Licia e Juny peperina inventatutto
- Hasbro – Titolare del diritto d'autore di Jem e Vola mio mini pony
- Apollo Film - Wien – Alice nel Paese delle Meraviglie
- Pound Puppies, Inc. – Titolare del diritto d'autore di Gli amici Cercafamiglia
- A2, BZZ, FMI, Sepp – Titolare del diritto d'autore di Piccola, bianca Sibert
- Nippon Animation – Titolare del diritto d'autore di Pollyanna
- Sepp, Anihanbar Music Co. – Titolare del diritto d'autore di Ogni Puffo pufferà
- Sepp – Concessione licenza dei disegni di Peyo

## Differenze con la ristampa
L'album è stato ristampato due volte in formato CD, doppia e singola a partire dal 28 aprile 2006.

### Fivelandia 5 & 6
Fivelandia 5 & 6 è un album di Cristina D'Avena, pubblicato da Rti S.p.A. e distribuito da Edel, il 28 aprile. La copertina dell'album, riprende in un formato più piccolo le copertine degli album originali. Tutti i brani dell'album sono stati rimasterizzati.

#### Tracce
- CD: 0171112ERE

CD1
Testi di Alessandra Valeri Manera; edizioni musicali RTI – Reti Televisive Italiane S.p.A..
1. Teneramente Licia – 2:57 (musica: Carmelo Carucci)
2. Jem – 2:50 (musica: Carmelo Carucci)
3. Pollyanna – 2:40 (musica: Carmelo Carucci)
4. Alice nel Paese delle Meraviglie – 3:07 (musica: Giordano Bruno Martelli)
5. Gli amici Cercafamiglia – 3:23 (musica: Vincenzo Draghi)
6. Sandy dai mille colori – 3:08 (musica: Giordano Bruno Martelli)
7. Dai vieni a Bim Bum Bam – 3:52 (musica: Augusto Martelli)
8. Piccola bianca Sibert – 3:13 (musica: Carmelo Carucci; edizioni musicali Dream Factory Entertainment e Media Development, Sub editore: Cafè Concerto Italia Srl)
9. Vola mio mini pony – 2:45 (musica: Carmelo Carucci)
10. Maple Town: un nido di simpatia – 3:06 (musica: Carmelo Carucci)
11. Licia dolce Licia – 3:10 (musica: Giordano Bruno Martelli)
12. Ogni Puffo pufferà – 3:00 (musica: Carmelo Carucci; edizioni musicali I.M.P.S. SA)
13. Juny peperina inventatutto – 3:10 (musica: Vincenzo Draghi)
14. Ciao Ciao gioca con noi – 3:35 (musica: Augusto Martelli)

CD2
Testi di Alessandra Valeri Manera; edizioni musicali RTI – Reti Televisive Italiane S.p.A..
1. Arriva Cristina – 3:02 (musica: Carmelo Carucci)
2. Siamo quelli di Beverly Hills – 2:59 (musica: Carmelo Carucci)
3. Balliamo e cantiamo con Licia – 3:15 (musica: Carmelo Carucci)
4. Una per tutte tutte per una – 2:59 (musica: Carmelo Carucci)
5. Puffi qua e là – 3:11 (musica: Vincenzo Draghi; edizioni musicali I.M.P.S. SA, sub editore: R.T.I. SpA)
6. Una sirenetta fra noi – 3:10 (musica: Vincenzo Draghi)
7. Bim Bum Bam siamo qui tutti e tre – 3:46 (musica: Vincenzo Draghi)
8. Viaggiamo con Benjamin – 3:31 (musica: Carmelo Carucci)
9. Palla al centro per Rudy – 3:24 (musica: Vincenzo Draghi)
10. Prendi il mondo e vai – 3:21 (musica: Massimiliano Pani)
11. Hilary – 3:01 (musica: Carmelo Carucci)
12. Principessa dai capelli blu – 3:24 (musica: Massimiliano Pani)
13. Kolby e i suoi piccoli amici – 2:44 (musica: Carmelo Carucci)
14. Ciao Ciao siamo tutti tuoi amici – 3:38 (musica: Vincenzo Draghi)

### Fivelandia 5
Fivelandia 5 è un album di Cristina D'Avena, pubblicato da Rti SpA e distribuito da Edel, il 23 giugno. La copertina dell'album, riprende in un formato più piccolo la copertina dell'album originale.
- CD: 0172112ERE

### Produzione
- Paolo Paltrinieri – Produzione discografica
- Marina Arena – Coordinamento
- Michele Muti – Coordinamento
- Direzione Creativa e Coordinamento Immagine Mediaset – Grafica
- Enrico Fabris – Mastering a RTI Recording Studio, Cologno Monzese

### Fivelandia Reloaded - Volume 5
A cominciare da dicembre 2018, RTI ha iniziato a pubblicare delle versioni ridotte degli album originali. Per quanto riguarda il volume 5, delle 14 tracce presenti nella ristampa, ne sono state pubblicate solo 12. La copertina dell'album è molto simile a quella della ristampa su CD con la differenza che viene aggiunta la scritta Reloaded, i loghi di Five e Uan e il colore di sfondo è giallo.

#### Tracce
Testi di Alessandra Valeri Manera; edizioni musicali RTI – Reti Televisive Italiane S.p.A..
1. Teneramente Licia – 2:57 (musica: Carmelo Carucci)
2. Jem – 2:50 (musica: Carmelo Carucci)
3. Pollyanna – 2:40 (musica: Carmelo Carucci)
4. Alice nel Paese delle Meraviglie – 3:07 (musica: Giordano Bruno Martelli)
5. Gli amici Cercafamiglia – 3:23 (musica: Vincenzo Draghi)
6. Sandy dai mille colori – 3:08 (musica: Giordano Bruno Martelli)
7. Dai vieni a Bim Bum Bam – 3:52 (musica: Augusto Martelli)
8. Vola mio mini pony – 2:45 (musica: Carmelo Carucci)
9. Maple Town: un nido di simpatia – 3:06 (musica: Carmelo Carucci)
10. Licia dolce Licia – 3:10 (musica: Giordano Bruno Martelli)
11. Juny peperina inventatutto – 3:10 (musica: Vincenzo Draghi)
12. Ciao Ciao gioca con noi – 3:35 (musica: Augusto Martelli)

#### Produzione
- Paolo Vanoni – Produzione discografica
- Marina Arena – Coordinamento
- Direzione Creativa e Coordinamento Immagine Mediaset – Grafica